# Manta, Benin
Manta är ett arrondissement i kommunen Boukoumbé i Benin. Den hade 10 683 invånare år 2002.